# Двікози
Двікози (пол. Dwikozy) — село в Польщі, у гміні Двікози Сандомирського повіту Свентокшиського воєводства.
Населення — 1990 осіб (2011).
У 1975-1998 роках село належало до Тарнобжезького воєводства.

## Демографія
Демографічна структура на день 31 березня 2011 року:
|          | Загалом | Допрацездатний вік | Працездатний вік | Постпрацездатний вік |
| -------- | ------- | ------------------ | ---------------- | -------------------- |
| Чоловіки | 934     | 179                | 665              | 90                   |
| Жінки    | 1056    | 181                | 618              | 257                  |
| Разом    | 1990    | 360                | 1283             | 347                  |